# CV-905
La CV-905 es una carretera autonómica valenciana que une la ciudad de Torrevieja con la Autopista del Mediterráneo. Tiene una longitud de 12 Kilómetros y pertenece a la Red de Carreteras Secundarias de la Comunidad Valenciana.

## Nomenclatura
La carretera CV-905 pertenece a la red de carreteras secundarias de la Generalidad Valenciana. Su nombre viene de la CV (que indica que es una carretera autonómica de la Comunidad Valenciana) y el 905 es el número que recibe dicha carretera, según el orden de nomenclaturas de las carreteras de la Comunidad Valenciana.

## Trazado actual
La CV-905 formaba parte de la extinta carretera comarcal C-3321 que fue desdoblada para construir el subtramo Crevillente-Torrevieja de la AP-7 por ello de la antigua C-3321 queda este tramo desdoblado de 12 km renombrado como CV-905 y otro tramo de 15 km desde Crevillente hasta Almoradí renombrado como CV-904.
La actual carretera nace en la salida 745 de la AP-7. Desde allí se dirige hacia el sur destino Torrevieja atravesando varias urbanizaciones de la zona. Se trata de una carretera doble con numerosas rotondas. En el periodo estival sufre bastantes retenciones. Esta carretera enlaza con la CV-940 que se dirige a San Miguel de Salinas. Con la CV-860 que se dirige a Elche pasando por Benijófar, Rojales, Daya Vieja y San Fulgencio. Con la CV-895 que se diríge a Guardamar del Segura. Con la CV-945 que se diríge a Los Montesinos y con la N-332 (Cartagena-Alicante) justo antes de adentrase en el casco urbano de Torrevieja.
- Datos: Q5737691